# ASC De Volewijckers in het seizoen 1962/63
Het seizoen 1962/1963 was het negende jaar in het bestaan van de Amsterdamse betaaldvoetbalclub De Volewijckers. De club kwam uit in de Eredivisie en eindigde daarin op de 16e en laatste plaats, dit betekende rechtstreekse degradatie naar de Eerste divisie. Tevens deed de club mee aan het toernooi om de KNVB beker, hierin werd de club in de derde ronde uitgeschakeld door Alkmaar '54 (0–2).

## Wedstrijdstatistieken

### Eredivisie
|       | ADO   | Ajax  | Blauw-Wit | DOS   | Sportclub Enschede | Feijenoord | Fortuna '54 | GVAV  | Heracles | MVV   | NAC   | PSV   | Sparta | Volendam | Willem II |
| ----- | ----- | ----- | --------- | ----- | ------------------ | ---------- | ----------- | ----- | -------- | ----- | ----- | ----- | ------ | -------- | --------- |
| Thuis | 0 – 2 | 0 – 5 | 2 – 1     | 2 – 2 | 1 – 4              | 1 – 4      | 0 – 3       | 0 – 5 | 3 – 4    | 2 – 3 | 4 – 1 | 0 – 2 | 2 – 2  | 2 – 3    | 0 – 4     |
| Uit   | 3 – 0 | 6 – 2 | 1 – 1     | 3 – 1 | 4 – 0              | 4 – 0      | 2 – 2       | 6 – 1 | 7 – 1    | 3 – 1 | 2 – 1 | 4 – 1 | 4 – 0  | 5 – 0    | 3 – 1     |

### KNVB beker
| 3e ronde                                             | Alkmaar '54              | 2 – 0 (1 – 0) | De Volewijckers |
| 30 april 1963 Plaats: Alkmaar Gemeentelijk Sportpark | Wim Visser Piet Buis 68' |               |                 |

## Statistieken De Volewijckers 1962/1963

### Eindstand De Volewijckers in de Nederlandse Eredivisie 1962 / 1963
| Stand | Gespeeld | Gewonnen | Gelijk | Verloren | Punten | Doelpunten voor | Doelpunten tegen |
| ----- | -------- | -------- | ------ | -------- | ------ | --------------- | ---------------- |
| 16e   | 30       | 2        | 4      | 24       | 8      | 31              | 102              |

### Topscorers
| #                    | Naam            | Goal |
| -------------------- | --------------- | ---- |
| 1.                   | Piet Boogaard   | 12   |
| 2.                   | Wout Schaft     | 6    |
| 3.                   | Otto Polak      | 3    |
| 4.                   | Frits Soetekouw | 2    |
| 4.                   | Hassie van Wijk | 2    |
| 6.                   | Cees Kick       | 1    |
| 6.                   | Frits Kick      | 1    |
| 6.                   | Henk Looijen    | 1    |
| 6.                   | Sjaak de Vries  | 1    |
| Onbekende doelpunten |                 |      |
| –                    | Onbekend        | 2    |
| Totaal               | Totaal          | 31   |

| #      | Naam        | Goal |
| ------ | ----------- | ---- |
| –      | Geen speler | 0    |
| Totaal | Totaal      | 0    |

## Voetnoten
ADO ·
Ajax ·
Blauw-Wit ·
DOS ·
Sportclub Enschede ·
Feijenoord ·
Fortuna '54 ·
GVAV ·
Heracles ·
MVV ·
NAC ·
PSV ·
Sparta ·
Volendam ·
De Volewijckers ·
Willem II